# قرن (زمن)

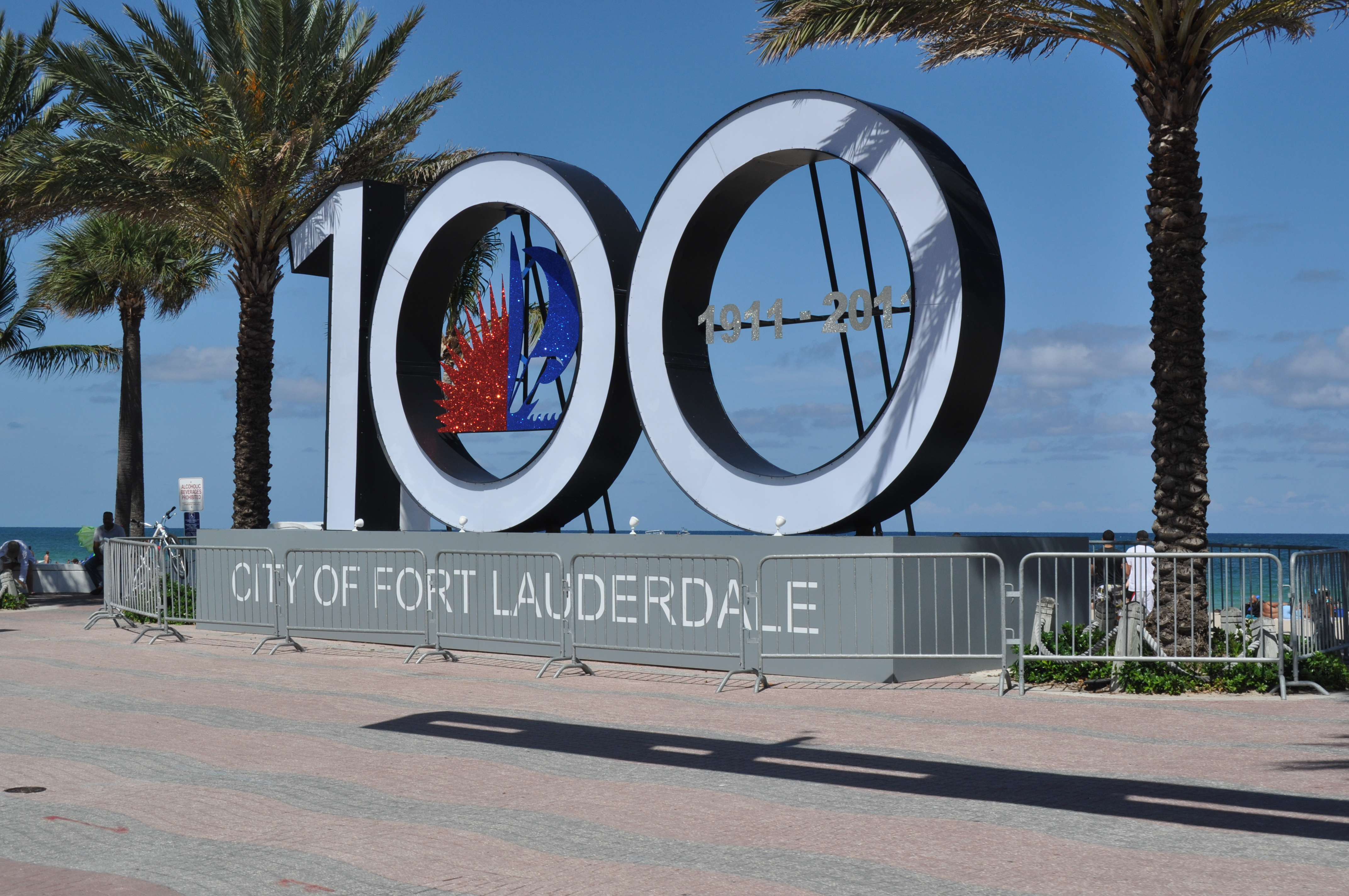

يُعرف القرن أنه مدة زمنية مقدارها 100 سنة.

## اقرأ أيضًا
- قائمة القرون
- القرن 20